# یواس‌اس کاپارا (ای‌کی-۶۲)
یواس‌اس کاپارا (ای‌کی-۶۲) (به انگلیسی: USS Kopara (AK-62)) یک کشتی بود که طول آن ۱۹۳ فوت (۵۹ متر) بود. این کشتی در سال ۱۹۳۸ ساخته شد.